# レウトラウイルス綱
レウトラウイルス綱（Revtraviricetes）は逆転写酵素をコードする全てのウイルスを含む綱である。これには全てのssRNA-RTウイルス（レトロウイルス科を含む）とdsDNA-RTウイルスが含まれる。It is the sole class in the phylum Artverviricota, which is the sole phylum in the kingdom Pararnavirae. このグループの名前は、「reverse transcriptase」とウイルス綱の接尾辞である「-viricetes」の合成語である。

## 目
以下の目が含まれる：
- Blubervirales (B型肝炎ウイルスなど)
- Ortervirales (レトロウイルス科、カリモウイルス科と様々なLTRレトロトランスポゾン)